# Ахсануддін Чоудхурі
Ахсануддін Чоудхурі (1915—2001) — дев'ятий президент Бангладеш.

## Біографія
Чоудхурі здобу ступінь бакалавра права в Даккському університеті. 1942 розпочав юридичну практику, а потім займав посаду мирового судді в Сілхеті та Дацці. 17 грудня 1968 року був призначений суддею Високого суду Даки, а 30 січня 1974 року — суддею Верховного суду Бангладеш. Вийшов у відставку 1 липня 1977 року.
Після військового перевороту у березні 1982 року до влади прийшов начальник штабу сухопутних військ Бангладеш генерал-лейтенант Хуссейн Мухаммед Ершад. Таким чином Чоудхурі був призначений на пост президента країни 27 березня 1982 року, цю посаду він обіймав до 10 грудня 1983.
Чоудхурі був головою Скаутів Бангладеш, головою правління дитячої лікарні Даки, головою Національного фонду психічного здоров'я та головою правління юридичного коледжу Даки. Помер 30 серпня 2001 року.